# NGC 7734
NGC 7734 је спирална галаксија у сазвежђу Тукан која се налази на NGC листи објеката дубоког неба.
Деклинација објекта је - 65° 56' 39" а ректасцензија 23h 42m 43,0s. Привидна величина (магнитуда) објекта NGC 7734 износи 13,1 а фотографска магнитуда 13,9. NGC 7734 је још познат и под ознакама ESO 110-23, ESO 78-2, AM 2339-661, IRAS 23398-6613, PGC 72183.